# 1719 Jens
1719 Jens, vroeger 1950 DP, is een planetoïde uit de centrale regio van de planetoïdengordel, met een diameter van bijna 19 kilometer. Het is voor het eerst waargenomen op 17 februari 1950 door de Duitse astronoom Karl Wilhelm Reinmuth. De planetoïde is genoemd naar de kleinzoon van Reinmuth.